# Weavers Island
Weavers Island (von englisch weavers ‚Weber‘) ist eine Insel vor der Ingrid-Christensen-Küste des ostantarktischen Prinzessin-Elisabeth-Lands. Sie gehört zu den Rauer-Inseln und liegt südöstlich von Lunnyj Island.
Australische Wissenschaftler benannten sie nach dem geologischen Flechtwerk aus deformierten Dykes, das für die Insel bestimmend ist.